# Chapelle Notre-Dame de Walcourt de Lesse
Pour les articles homonymes, voir Chapelle Notre-Dame.
La chapelle Notre-Dame de Walcourt ou chapelle de Lesse,  est un édifice religieux catholique classé situé dans le hameau de Lesse faisant partie de la commune de Libin en province de Luxembourg (Belgique).

## Situation
La chapelle se situe à l'orée des bois sur les hauteurs du hameau ardennais de Lesse au bout d'un chemin asphalté grimpant le versant nord de la Lesse depuis la rue de la Prairie. L'altitude est de 280 m.

## Historique
La chapelle est bâtie en 1750 comme indiqué sur la clé de voûte du linteau bombé de la porte d'entrée en pierre calcaire par l'inscription N.D.D. VALCA P.P.N. 1750 signifiant : Notre-Dame de Walcourt, priez pour nous. 1750. Le lieu était vénéré comme étant le théâtre de quelques faits miraculeux. Un pèlerinage à Saint Monon, qui y possède une statue, s’y est maintenu longtemps pour la protection du bétail et particulièrement des cochons.

## Architecture
Encadrée d'arbres dont deux vieux tilleuls plantés à l'avant et à l'arrière de l'édifice du côté sud, la chapelle d'une longueur d'une vingtaine de mètres est réalisée en moellons de grès schisteux d'Ardenne. La toiture est en ardoises. La nef est constituée de trois travées percées de baies avec encadrements cintrés et harpés en pierre calcaire. Le chevet est formé de trois pans coupés. L'édifice est surmonté par un clocheton de base carrée avec une petite flèche octogonale surmontée d'une croix en fer forgé.

## Classement
La chapelle Notre-Dame de Walcourt et l'ensemble formé par cette chapelle et ses abords, y compris le chêne, le frêne, les tilleuls et le rideau de thuyas sont classés depuis le 17 août 1992 et repris sur la liste du patrimoine immobilier classé de Libin.